# Маєвка (Дивеєвський район)
Маєвка (рос. Маевка) — присілок в Дивеєвському районі Нижньогородської області Російської Федерації.
Населення становить 249 осіб. Входить до складу муніципального утворення Дивеєвська сільрада.

## Історія
Від 2009 року входить до складу муніципального утворення Дивеєвська сільрада.

## Населення
| 2002 | 2010 |
| ---- | ---- |
| 220  | ↗249 |